# Hieronim Przepiliński
Hieronim Przepiliński (ur. 30 września 1870 w Sorokach, zm. 10 lipca 1923) – pułkownik intendent Wojska Polskiego, działacz niepodległościowy, kawaler Orderu Virtuti Militari, organizator i dowódca Legionu Śląskiego, nauczyciel.

## Życiorys
Urodził się 30 września 1870 w Sorokach, w ówczesnym powiecie buczackim Królestwa Galicji i Lodomerii, w rodzinie Leona i Anny. Po ukończeniu seminarium nauczycielskiego rozpoczął studia na Wydziale Filozoficznym Uniwersytetu w Jenie. W trakcie studiów zdał egzamin na nauczyciela szkół wydziałowych i przemysłowych. Kierownik szkół w Sokalu, Kańczudze, Bohorodczanach i Komarnie, a od 1910 kierownik Prywatnej Szkoły Wydziałowej Macierzy Szkolnej w Cieszynie. W 1912 współtworzył pierwszą męską i żeńską drużynę skautową na Śląsku Cieszyńskim. Był także prezesem gniazda Towarzystwa Gimnastycznego „Sokół” w Cieszynie.
W sierpniu 1914 organizował, a następnie dowodził Legionem Śląskim. Po wcieleniu do Legionów Polskich został wyznaczony na stanowisko dowódcy 2. kompanii 3 pułku piechoty. Od 1 listopada 1914 do 15 lutego 1918 pełnił służbę na stanowisku oficera prowiantowego pułku. Awansował kolejno na: podporucznika (16 października 1914), porucznika (11 listopada 1914) i kapitana prowiantowego (1 lipca 1916). 7 kwietnia 1917 został wymieniony we wniosku do odznaczenia austriackim Krzyżem Wojskowym Karola. Po kryzysie przysięgowym (lipiec 1917) został przeniesiony do Polskiego Korpusu Posiłkowego. W czasie bitwy pod Rarańczą (15/16 lutego 1918) został zatrzymany, a następnie internowany przez władze austriackie w Szeklence i oskarżony w procesie byłych legionistów w Syhocie Marmaroskim (8 czerwca – 2 października 1918). 26 marca 1922 pułkownik Henryk Minkiewicz, były dowódca 3 pp, we wniosku na odznaczenie orderem „Virtuti Militari” napisał: „jako oficer prowiantowy pułku wypełniał nadzwyczaj gorliwie i starannie obowiązki swoje. Niejednokrotnie w najcięższych warunkach zaprowiantowywał pułk jak najlepiej. W czasie pięciodniowej bitwy pod Maksymcem dn. 2–7 II 1915 w najcięższych warunkach, pod ogniem nieprzyjacielskim, osobiście dowoził kuchnie pol. do pierwszych linii. W czasie ofensywy na Bukowinie i Besarabii również w ogniu nieprzyjacielskiej artylerii i ckm dowoził osobiście prowiant do pierwszych linii. Kochany przez cały pułk. W dniu przejścia frontu przez II Brygadę Legionów tj. dn. 15 lutego 1918 kapitan Przepiliński dowodził taborem 3 pp. Tabor ten został odcięty od pułku. Wówczas kapitan Przepiliński objął dowództwo nad całością oddziałów odciętych (łącznie z kompanią szturmową) i mimo krytycznej sytuacji, nie mając nawet dostatecznych sił do obrony przeciw przeważającym siłom nieprzyjaciela (kilka baonów piechoty), starał się mimo wszystko w walce przedostać się przez front. W walce tej osobistym przykładem męstwa i odwagi zachęcał taborytów do walki”.
25 października 1918 został przyjęty do Wojska Polskiego z byłego Polskiego Korpusu Posiłkowego i zatwierdzeniem posiadanego stopnia kapitana prowiantowego. 1 listopada tego roku został wysłany do Lublina z zadaniem przejęcia zapasów żywnościowych po byłej armii austro-węgierskiej. Po zorganizowaniu intendentury kierował działem żywnościowym Dowództwa Okręgu Generalnego Lublin. 8 maja 1920 został przeniesiony do Dowództwa Okręgu Generalnego Pomorze na stanowisko szefa intendentury. Od 1 czerwca 1921 jego oddziałem macierzystym był Departament VII Intendentury Ministerstwa Spraw Wojskowych. 3 maja 1922 został zweryfikowany w stopniu pułkownika ze starszeństwem z 1 czerwca 1919 i 15. lokatą w korpusie oficerów intendentów, a jego oddziałem macierzystym był nadal Departament VII MSWojsk.
Wieczorem 10 lipca 1923 zginął tragicznie w wypadku autobusu wycieczkowego na 21 km drogi do Morskiego Oka, niedaleko mostu do Jaworzyny Tatrzańskiej. Bezpośrednią przyczyną śmierci było „uderzenie w głowę ramą samochodu i uduszenie się w nurtach Białki, do której wpadł automobil z pasażerami”. Został pochowany na Cmentarzu Garnizonowym w Toruniu.
Był żonaty z Klementyną Haurylinką, z którą miał trzy córki: Marię (ur. 19 grudnia 1894), Zofię (ur. 26 października 1897) i Annę Wandę (ur. 3 listopada 1901).
W 1934 w Cieszynie jego imieniem została nazwana jedna z ulic.

## Ordery i odznaczenia
- Krzyż Srebrny Orderu Wojskowego Virtuti Militari nr 5966 – 17 maja 1922[13][14]
- Krzyż Niepodległości – pośmiertnie 2 sierpnia 1931 „za pracę w dziele odzyskania niepodległości”[15][1][16]
- Krzyż Oficerski Orderu Odrodzenia Polski – 1923[17]
- Krzyż Walecznych „za czyny męstwa i odwagi wykazane w bojach toczonych w latach 1918-1921” – czterokrotnie
- Odznaka Pamiątkowa Więźniów Ideowych pośmiertnie[18]